# فرناندا آرایا
فرناندا آرایا (انگلیسی: Fernanda Araya؛ زادهٔ ۱۲ اکتبر ۱۹۹۴) بازیکن فوتبال اهل شیلی است.
از باشگاه‌هایی که در آن بازی کرده‌است می‌توان به باشگاه فوتبال اونیورسیداد شیلی اشاره کرد.
وی همچنین در تیم‌ ملی فوتبال زنان شیلی بازی کرده‌است.